# Edy Vessel
Edy Vesel, nome d'arte di Edoarda Vesselovsky (Trieste, 23 ottobre 1940), è un'attrice, ex ballerina ed ex modella italiana.

## Biografia
Nata a Trieste nel 1940, iniziò la sua attività come indossatrice e contemporaneamente prese lezioni di ballo, sino ad essere scelta alla fine degli anni cinquanta da Wanda Osiris, come ballerina di fila per una sua rivista.
Venne notata dal regista Mario Mattoli che la fece debuttare nel cinema nella pellicola Guardatele ma non toccatele (1959), con Ugo Tognazzi e Johnny Dorelli.
Partecipò a una decina di film sino a 8½ (1963) di Federico Fellini, per poi abbandonare definitivamente il cinema e sposare l'uomo d'affari Camillo Crociani, dal quale ebbe due figlie. Nel 1975, quando era presidente di Finmeccanica, Crociani fu coinvolto nello scandalo Lockheed e per evitare l'arresto fuggì con tutta la famiglia in Messico, dove morì nel 1980. Rimasta vedova, Edy Vesel sposò in seconde nozze il conte Pierluigi Vitalini. La figlia Camilla ha sposato Carlo di Borbone-Due Sicilie, pretendente al trono borbonico.

## Filmografia

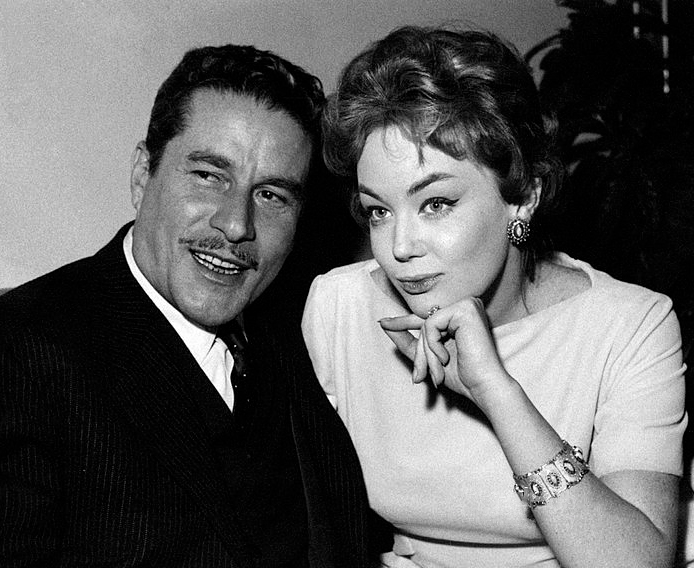
Edy Vessel con Amedeo Nazzari nel 1959.

- Guardatele ma non toccatele, regia di Mario Mattoli (1959)
- Il raccomandato di ferro, regia di Marcello Baldi (1959)
- Tipi da spiaggia, regia di Mario Mattoli (1959)
- Un dollaro di fifa, regia di Giorgio Simonelli (1960)
- Risate di gioia, regia di Mario Monicelli (1960)
- Il ladro di Bagdad, regia di Arthur Lubin e Bruno Vailati (1961)
- Psycosissimo, regia di Steno (1961)
- Rosmunda e Alboino, regia di Carlo Campogalliani (1961)
- La guerra di Troia, regia di Giorgio Ferroni (1961)
- Il dominatore dei sette mari, regia di Primo Zeglio (1962)
- Rocambole, regia di Bernard Borderie (1963)
- 8½, regia di Federico Fellini (1963)

## Doppiatrici italiane
- Maria Pia Di Meo in Tipi da spiaggia, Risate di gioia, La guerra di Troia, Rocambole
- Fiorella Betti in Psycosissimo, Rosmunda e Alboino
- Rosetta Calavetta in Il ladro di Bagdad
- Adriana Asti in 8½